# Avignonet-Lauragais
Avignonet-Lauragais este o comună în departamentul Haute-Garonne din sudul Franței. În 2009 avea o populație de 1.284 de locuitori.

## Evoluția populației
| An        | 1975 | 1982 | 1990 | 1999  | 2006  | 2009  |
| --------- | ---- | ---- | ---- | ----- | ----- | ----- |
| Populație | 938  | 931  | 954  | 1.069 | 1.220 | 1.284 |